# 島本講平
島本 講平（しまもと こうへい、1952年11月1日 - ）は、和歌山県海草郡下津町（現：海南市）出身の元プロ野球選手（外野手、左投左打）・野球解説者。娘はテレビ朝日アナウンサーの島本真衣。

## 経歴
箕島高校時代は主戦投手・4番打者として活躍し、1970年の第42回選抜高等学校野球大会で優勝。チームを全国制覇に導き、前年の選手権大会で準優勝した三沢高校（青森）のエース・太田幸司（後、近鉄バファローズに入団）に続いて甲子園のアイドルとなる。太田の愛称・コーちゃんと自身の「講平」の名に因んで、「コーちゃん2号」や「2代目コーちゃん」と呼ばれた。選抜大会で優勝投手となった島本は、同年夏の第52回全国高等学校野球選手権大会にも出場。1回戦で北見柏陽高校から完封勝利（スコアは8-0）を挙げるも、2回戦で湯口敏彦を擁した岐阜短期大学付属高校に1-6で敗退している。
この年は、湯口（同年、読売ジャイアンツドラフト1位）や広陵高校の佐伯和司（同、広島東洋カープ同1位）と共に「高校三羽烏」「高校生ビッグ3」と並び称された。1970年のドラフト会議では、一番くじを引いた南海ホークスが1位で指名。「チームに人気が無いから、島本で人気アップを狙う。来てくれるかな?」と、監督の野村克也から直々に指名され、高校卒業後に入団した。
入団当時、野村は島本を二刀流で売り出すことを考え、オープン戦で投手としても起用したが、プロでは通用しないと断念。外野手に転向した。
1971年のオールスターゲームには、高卒ルーキーながらファン投票で選出された（一度も経験のない一塁手として選出）。プロ1年目の打撃成績は、8打数2安打（2本塁打）。南海では、在籍4年半でわずか16試合の出場に留まった。
1975年シーズン途中に佐々木宏一郎との交換トレードにより近鉄バファローズに移籍。7月26日のロッテオリオンズ戦の9回裏に代打で移籍後初出場すると同点2ランを放つ。移籍初年度より西本幸雄監督に鍛えられ打撃開花、控えながら40試合に出場しチームの後期優勝に貢献した。同年の打撃成績は、113打数32安打、打率.283。
1976年には開幕直後から四番打者として起用され、後半は失速気味となるが82試合に先発出場。
1977年には自己最高の12本塁打を放つ。
1979年は故障もあって低迷する。
1980年にはリーグ優勝も経験した。リーグ2連覇の1980年には規定打席には達していないものの、打率.351を記録している（128打席、114打数、40安打）。6月28日のロッテ戦では倉持明からサヨナラ本塁打を放っている。同年の広島東洋カープとの日本シリーズでも4試合に代打、守備固めとして出場した。
1981年以降も外野手、指名打者として起用され打線の中軸として活躍する。
1984年には出場機会が減った。
1985年のシーズン終了後、33歳で引退。バファローズでは通算812試合に出場した。
その後は、1990年代後半までの間、和歌山放送の『WBSゴールデンナイター』（大阪スタヂアムでのホークス戦中継）やテレビ大阪の『藤井寺バファローズアワー』（藤井寺球場からのバファローズ戦中継）で解説者を務めた。
近年は大阪府東大阪市にある野球塾「チェイスアワードリーム」の塾長として、子供達に野球を教えている。
なお、実弟の島本啓次郎（箕島高校→法政大学→読売ジャイアンツ→近鉄バファローズ）とは、バファローズでチームメイトだった時期がある（1981年途中から1983年オフまでの約2年半。但し、啓次郎は1軍戦未出場の為、パ・リーグ公式戦での同時出場は無し）。

## 詳細情報

### 年度別打撃成績
| 年 度      | 球 団      | 試 合 | 打 席 | 打 数 | 得 点 | 安 打 | 二 塁 打 | 三 塁 打 | 本 塁 打 | 塁 打 | 打 点 | 盗 塁 | 盗 塁 死 | 犠 打 | 犠 飛 | 四 球 | 敬 遠 | 死 球 | 三 振 | 併 殺 打 | 打 率 | 出 塁 率 | 長 打 率 | O P S |
| ---------- | ---------- | ----- | ----- | ----- | ----- | ----- | -------- | -------- | -------- | ----- | ----- | ----- | -------- | ----- | ----- | ----- | ----- | ----- | ----- | -------- | ----- | -------- | -------- | ----- |
| 1971       | 南海       | 7     | 8     | 8     | 3     | 2     | 0        | 0        | 2        | 8     | 2     | 0     | 0        | 0     | 0     | 0     | 0     | 0     | 3     | 0        | .250  | .250     | 1.000    | 1.250 |
| 1974       | 南海       | 9     | 6     | 5     | 0     | 0     | 0        | 0        | 0        | 0     | 0     | 0     | 0        | 0     | 0     | 0     | 0     | 1     | 2     | 0        | .000  | .167     | .000     | .167  |
| 1975       | 近鉄       | 40    | 124   | 113   | 14    | 32    | 10       | 0        | 4        | 54    | 16    | 3     | 0        | 1     | 2     | 6     | 0     | 2     | 15    | 6        | .283  | .325     | .478     | .803  |
| 1976       | 近鉄       | 116   | 333   | 297   | 33    | 63    | 14       | 1        | 4        | 91    | 28    | 7     | 5        | 1     | 4     | 26    | 1     | 5     | 50    | 3        | .212  | .283     | .306     | .590  |
| 1977       | 近鉄       | 126   | 383   | 352   | 38    | 83    | 16       | 0        | 12       | 135   | 37    | 8     | 7        | 3     | 3     | 19    | 3     | 6     | 59    | 3        | .236  | .284     | .384     | .668  |
| 1978       | 近鉄       | 112   | 244   | 221   | 26    | 44    | 9        | 1        | 9        | 82    | 29    | 2     | 1        | 0     | 4     | 15    | 1     | 4     | 36    | 3        | .199  | .258     | .371     | .629  |
| 1979       | 近鉄       | 21    | 19    | 18    | 0     | 3     | 1        | 0        | 0        | 4     | 1     | 0     | 0        | 0     | 0     | 0     | 0     | 1     | 3     | 0        | .167  | .211     | .222     | .433  |
| 1980       | 近鉄       | 92    | 128   | 114   | 22    | 40    | 5        | 0        | 5        | 60    | 26    | 1     | 3        | 1     | 0     | 10    | 0     | 3     | 21    | 2        | .351  | .417     | .526     | .944  |
| 1981       | 近鉄       | 101   | 283   | 256   | 36    | 69    | 10       | 0        | 11       | 112   | 34    | 5     | 3        | 0     | 2     | 19    | 1     | 6     | 38    | 5        | .270  | .332     | .438     | .770  |
| 1982       | 近鉄       | 105   | 335   | 299   | 37    | 79    | 14       | 0        | 11       | 126   | 40    | 5     | 2        | 5     | 1     | 21    | 0     | 9     | 50    | 6        | .264  | .330     | .421     | .752  |
| 1983       | 近鉄       | 75    | 182   | 161   | 18    | 36    | 4        | 0        | 2        | 46    | 17    | 1     | 1        | 2     | 4     | 11    | 0     | 4     | 32    | 3        | .224  | .283     | .286     | .569  |
| 1984       | 近鉄       | 21    | 21    | 20    | 3     | 3     | 1        | 0        | 0        | 4     | 2     | 0     | 0        | 0     | 1     | 0     | 0     | 0     | 8     | 2        | .150  | .143     | .200     | .343  |
| 1985       | 近鉄       | 3     | 6     | 6     | 0     | 0     | 0        | 0        | 0        | 0     | 0     | 0     | 0        | 0     | 0     | 0     | 0     | 0     | 1     | 0        | .000  | .000     | .000     | .000  |
| 通算：13年 | 通算：13年 | 828   | 2072  | 1870  | 230   | 454   | 84       | 2        | 60       | 722   | 232   | 32    | 22       | 13    | 21    | 127   | 6     | 41    | 318   | 33       | .243  | .302     | .386     | .688  |

### 記録
初記録
- 初出場：1971年4月11日、対阪急ブレーブス3回戦（大阪スタヂアム）、8回裏に村上雅則の代打として出場
- 初打席：同上、8回裏に山田久志の前に三振
- 初先発出場：1971年10月9日、対近鉄バファローズ25回戦（日生球場）、6番・一塁手として先発出場
- 初安打・初本塁打・初打点：同上、2回表に太田幸司からソロ

節目の記録
- オールスターゲーム出場：3回（1971年、1976年、1977年）

### 背番号
- 8（1971年 - 1975年途中）
- 54（1975年途中 - 同年終了）
- 10（1976年 - 1985年）

## CM
- 中野酒造「長久」（1984年頃。和歌山県ローカル）[注 2]